# Dipartimenti della Bolivia

Dipartimenti della Bolivia

I dipartimenti della Bolivia (in spagnolo: departamentos) costituiscono la suddivisione territoriale di primo livello del Paese e sono pari a 9; ciascuno di essi si suddivide a sua volta in province.

## Lista
| Localizzazione | Bandiera          | Dipartimento | Capoluogo               | Popolazione (2012) | Superficie (km²) |
| -------------- | ----------------- | ------------ | ----------------------- | ------------------ | ---------------- |
|                |                   | Beni         | Trinidad                | 421 196            | 213 564          |
|                |                   | Chuquisaca   | Sucre                   | 576 153            | 51 524           |
|                |                   | Cochabamba   | Cochabamba              | 1 758 143          | 55 631           |
|                | La Paz (bandiera) | La Paz       | La Paz                  | 2 706 359          | 133 985          |
|                |                   | Oruro        | Oruro                   | 494 178            | 53 588           |
|                |                   | Pando        | Cobija                  | 110 436            | 63 827           |
|                |                   | Potosí       | Potosí                  | 823 517            | 118 218          |
|                |                   | Santa Cruz   | Santa Cruz de la Sierra | 2 655 084          | 370 621          |
|                |                   | Tarija       | Tarija                  | 482 196            | 37 623           |